# Havana 3am
Havana 3am fue la banda post-Clash del bajista Paul Simonon formado poco después de la disolución de The Clash en 1986.

## Historia
La banda estaba formada por Simonon en bajo, el músico estadounidense Gary Myrick, exmiembro de Figuers, en guitarra, Nigel Dixon, ex de la banda británica Whirlwind en voz, y Travis Williams, un baterista que encontraron gracias a un anuncio periodístico. En esencia, se trataba de una banda rockabilly con mucha influencia de reggae. La banda grabó su primer álbum en Japón en 1991 recibiendo buenas críticas y logrando un relativo éxito comercial con el tema "Reach the Rock". Luego de la muerte de Dixon por cáncer en 1993 y de la ida de Simonon el mismo año para dedicarse al arte plástico, Myrick lanzó un nuevo álbum grabado con Tom Felicetta y Jamie Chez que no tuvo éxito. Poco después de esto la banda se disolvió en 1996.
El nombre de la banda provenía del título de un álbum de Dámaso Pérez Prado de los años 1950.

## Discografía
Álbumes de estudio
- 1991: Havana 3am
- 1996: Texas Glitter & Tombstone Tales

## Miembros
- Nigel Dixon - voz y guitarra (1986-1993)
- Gary Myrick - guitarra y coros (1986-1996)
- Paul Simonon - bajo y coros (1986-1993)
- Tom Felicetta - bajo (1993-1996)
- Travis Williams - batería (1986-1993)
- Jamie Chez - batería (1993-1996)